# Airbus Helicopters H140
Airbus Helicopters H140 – wielozadaniowy, lekki śmigłowiec dwusilnikowy produkcji Airbus Helicopters. Maszyna powstała na bazie i z wykorzystaniem doświadczeń z eksploatacji śmigłowca Airbus Helicopters H135.

## Historia
Nowy projekt Airbus Helicopters został oficjalnie zaprezentowany w marcu 2025 roku podczas odbywających się w Dallas w Teksasie targów VERTICON. Śmigłowiec oznaczony jako H140 jest uzupełnieniem oferty producenta w klasie lekkich śmigłowców dwusilnikowych. Do zadań stawianych przed nową konstrukcją Airbus wymienia ratownictwo medyczne, ratownictwo górskie, przewóz pasażerów, obsługa farm wiatrowych i instalacji offshore. Brak jest planów budowy wersji wojskowej. Bazą do prac nad nowym śmigłowcem został Airbus Helicopters H135. Doświadczenia wyniesione z eksploatacji H135 stały się podstawą do budowy większe wersji dwusilnikowej. Zwiększono dostępną dla pasażerów przestrzeń kabiny pasażerskiej. Poszerzając jej szerokość o 38,1 cm udało się zwiększyć jej objętość o 6,1 m³. Wyżej umieszczono wirnik główny, dzięki czemu również wyżej znajduje się belka ogonowa. Pozwoliło to powiększyć rozmiary tylnych drzwi ładunkowe, ułatwiających załadunek np. noszy w przypadku wersji medycznych. Belka ogonowa ze śmigłem ogonowym typu Fenestron wyposażona została w statecznik w układzie litery T. Takie rozwiązanie zwiększyło siłę nośną i udźwig o około 80 kg. Załoga dysponuje powiększonym oknami, które w krytycznych sytuacjach mogą pełnić rolę wyjść awaryjnych. Wymieniono jednostki napędowe, H140 napędzany jest dwoma silnikami Safran Helicopter Engines Arrius 2E wyposażonymi w dwukanałowy system FADEC. Pięciołopatowy, bezprzegubowy wirnik główny pochodzi z modelu Eurocopter EC145.
Zaplanowano budowę czterech prototypów. Pierwszy z nich, o numerze rejestracyjnym D-HEEY, rozpoczął testy w locie w czerwcu 2023 roku. W trakcie targów VERTICON w 2025 roku Airbus Helicopters uzyskał pierwsze zamówienia. W pierwszej kolejności od firm realizujących usługi medyczne. Amerykański Global Medical Response - dziesięć maszyn i pięć w opcji. Niemiecki ADAC Luftrettung i austriacki ÖAMTC-Flugrettung po pięć śmigłowców, kolejny niemiecki operator medyczny DRF Luftrettung podpisał list intencyjny na zakup 10 śmigłowców. Dalsze zamówienia spłynęły ze strony amerykańskich Metron Aviation na tuzin H140, Air Methods nieujawnioną liczbę i STAT Medevac na dwa egzemplarze z opcją na jeszcze jeden. Liczba uzyskanych zamówień, zdaniem producenta pokrywa jego trzyletnią, planowaną produkcję H140.